# Primula florindae
Primula florindae,es una especie perteneciente a la familia de las primuláceas. Es originaria del sudoeste del Tíbet, donde crece en grandes cantidades cercanas a ríos como el Tsangpo.

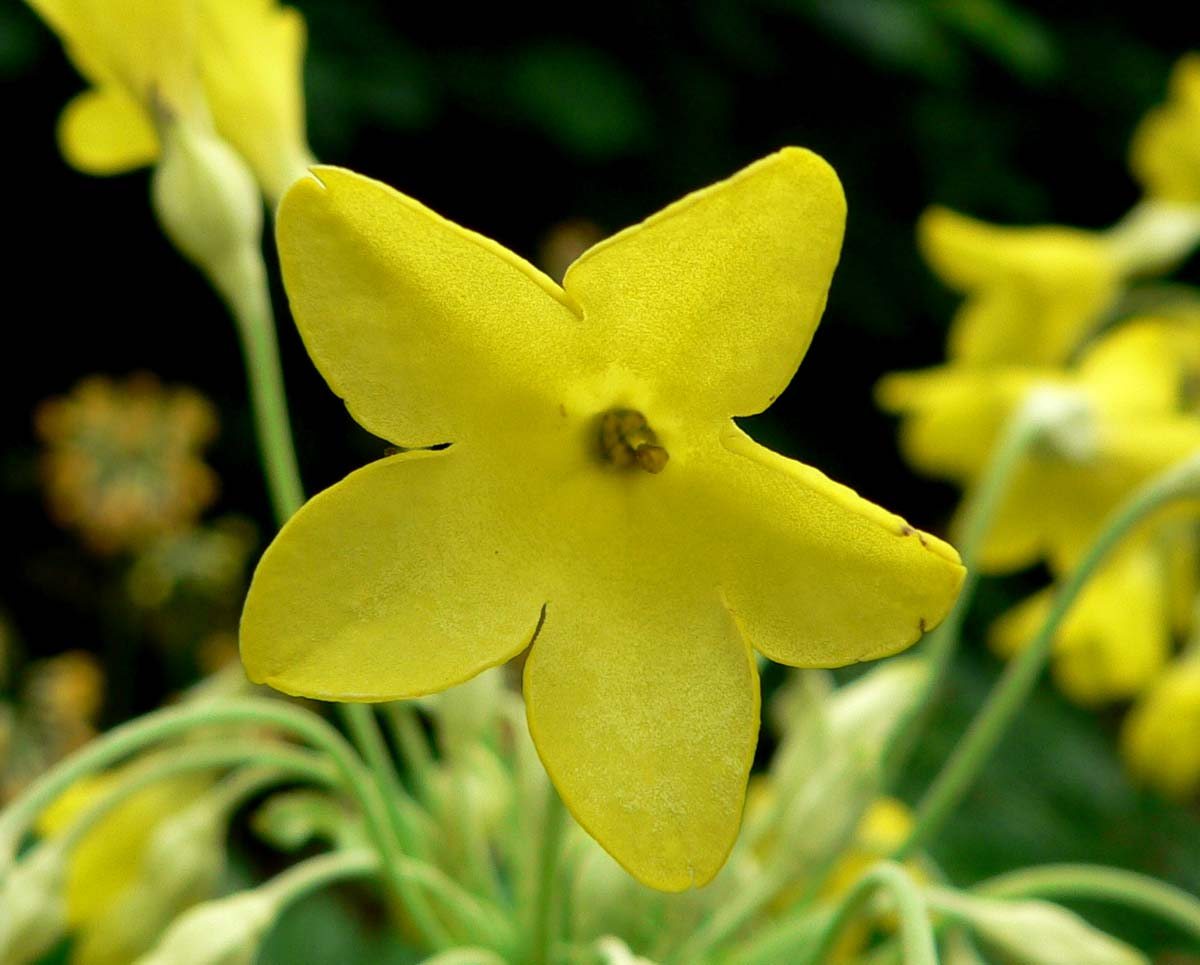
Detalle de la flor

## Descripción
Tiene las inflorescencias en forma de racimos de 20-40 flores amarillas con forma  de campana que cuelgan de tallos de hasta 90-120 cm de altura y con una roseta basal de hojas de 5-20 cm de largo. Las flores están delicadamente perfumadas.
Esta planta crece mejor en condiciones muy húmedas como en hábitat, que son los márgenes de los ríos. Es resistente al frío, siempre y cuando sus raíces no se les permitan que se sequen. Por lo general, está disponible en especialistas o centros de jardinería .

## Taxonomía
Primula florindae fue descrita por Frank Kingdon-Ward y publicado en Notes from the Royal Botanic Garden, Edinburgh 15(72): 84–85. 1926.
Etimología
Primula: nombre genérico que proviene del latín primus o primulus = "primero", y refiriéndose a su temprana floración. En la época medieval, la margarita fue llamada primula veris o "primogénita de primavera".
florindae: epíteto que fue nombrado por Frank Kingdon-Ward en honor de su esposa Florind.